# 대한민국 민법 제628조
대한민국 민법 제628조는 차임증감청구권에 대한 민법조문이다.

## 조문
민법 제628조 (차임증감청구권) 임대물에 대한 공과부담의 증감 기타 경제사정의 변동으로 인하여 약정한 차임이 상당하지 아니하게 된 때에는 당사자는 장래에 대한 차임의 증감을 청구할 수 있다.

## 판례
- 차임불증액 특약이 있는 임대차에서 사정변경으로 인한 차임증액청구권이 인정된다[1]
- 임대차계약에 있어서 차임은 당사자간에 합의가 있어야 하고, 임대차기간 중에 당사자의 일방이 차임을 변경하고자 할 때에도 상대방의 동의를 얻어서 하여야 하며, 그렇지 아니한 경우에는민법 제628조에 의하여 차임의 증감을 청구하여야 할 것이고, 만일 임대차계약 체결시에 임대인이 일방적으로 차임을 인상할 수 있고 상대방은 이의를 할 수 없다고 약정하였다면, 이는 강행규정인민법 제628조에 위반하는 약정으로서 임차인에게 불리한 것이므로민법제652조에 의하여 효력이 없다.[2]

## 같이 보기
- 임대차
- 차임증감청구권